# (12448) Mr. Tompkins
(12448) Mr. Tompkins est un astéroïde de la ceinture principale.

## Description
(12448) Mr. Tompkins est un astéroïde de la ceinture principale. Il fut découvert le 12 décembre 1996 à l'Observatoire Kleť par Miloš Tichý et Zdeněk Moravec. Il présente une orbite caractérisée par un demi-grand axe de 2,30 UA, une excentricité de 0,13 et une inclinaison de 7,8° par rapport à l'écliptique.

## Compléments